# Der weiße Heiland
Der weiße Heiland ist ein Versdrama in elf Szenen des deutschen Nobelpreisträgers für Literatur Gerhart Hauptmann, das ab 1908 entworfen und am 28. März 1920 im Berliner Großen Schauspielhaus unter Max Reinhardt und Karlheinz Martin mit Alexander Moissi als Montezuma und Emil Jannings als Cortez uraufgeführt wurde.
Anno 1520 in Mexiko: Jahre vor der Gründung des Vizekönigreichs Neuspanien zieht der spanische Eroberer General Fernando Cortez gegen Tenochtitlan und lässt Montezuma, den Kaiser von Mexiko, in der Traurigen Nacht umbringen. „Im Vertrauen auf die mystische Verheißung eines Menschheitserlösers, des weißen Heiland,“ hatte Montezuma „allzulange die weißhäutigen Spanier für Boten eines höheren und neuen Menschentums gehalten“.

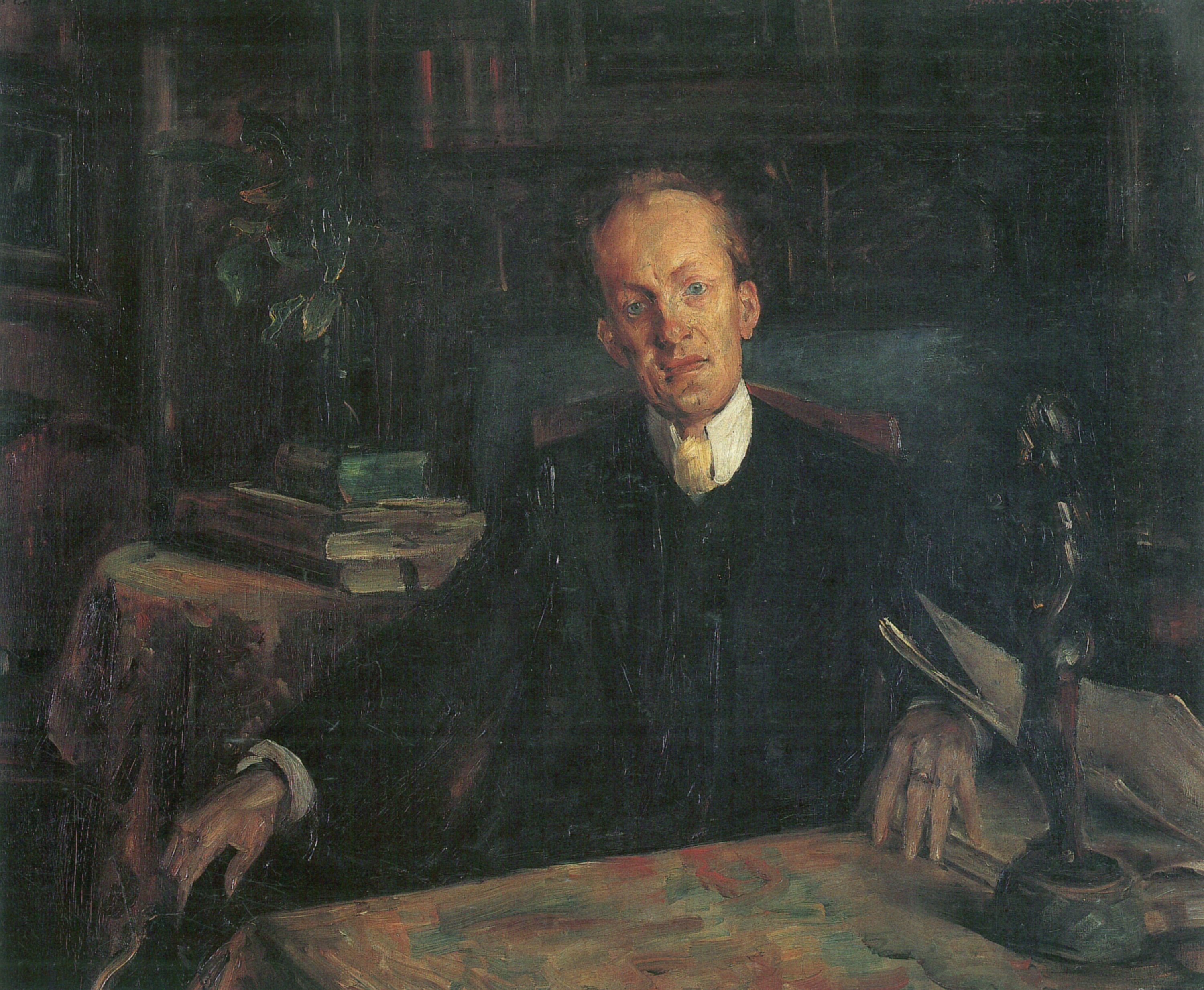
Gerhart Hauptmann auf einem Gemälde von Lovis Corinth anno 1900

## Inhalt
1
Im Tempel des Quetzalcoatl zu Tenochtitlan: Fürst Cacamatzin tritt vor seinen Bruder, den Kaiser von Mexiko und bittet vergeblich, allen „Teufeln, die das große Wasser ausspie“, den Garaus zu machen.
2
Im Palast des Montezuma zu Tenochtitlan: Auch Fürst Guatemotzin, einer der Söhne des Kaisers und Fürst Qualpopoca bestürmen Montezuma vergeblich: Ein „Rudel weißer Wölfe“ kommt „und ihr Leitwolf ist kein Gott.“ Montezuma, Kaiser der Tolteken, erwartet unbeirrt den „Sonnenheiland“, der da „donnernd kommt im Lichthelm“.
3
Vor dem Zelt des Cortez im Tal von Anahuac mit Blick auf die Pyramide von Cholula: Las Casas, der Poet, verurteilt Hauptmann Pedro de Alvarados Folterpraxis und das Blutbad an Zivilisten. Kaplan Gomara findet nichts dabei; wenn nur der wahre Glaube darauf folge. Cortez habe Karl V. versprochen, Montezuma wird entweder gehorsamer Vasall oder dieser Herrscher wird „ausgestopft wie ein Geier“ nach Madrid gesendet. Bernal Diaz gibt zu bedenken, die Indios seien kriegerisch. Jeronimo de Aguilar, „der die Wilden kennt wie keiner“, muss dem beipflichten. Deren Krieger fesselten Gefangene an einen Steinblock – den Opferblock des Kriegsgottes. Die Todeskandidaten dürften zuschaun, wie ihnen das Herz aus der Brust geschnitten würde. Die junge, schöne Mexikanerin Marina, eine Abtrünnige ihres Volkes, dolmetscht eine Begegnung Abgesandter Montezumas mit Cortez. Der Herrscher wolle Tribut in Goldbarren entrichten, aber Cortez solle umkehren, denn Nahrungsmittel seien knapp. Einer wie Cortez, der den Welterlöser in petto hat, macht nicht Kehrt. Cortez entlässt die Gesandten und bedeutet den Seinen: „… bewirtet sie wie Könige und bewacht sie wie Verbrecher!“
4
Platz vor dem Tempel des Quetzalcoatl in Tenochtitlan: Fürst Qualpopoca möchte kurzen Prozess machen. Alle diese weißen Ankömmlinge sollen morgen schon an den Opferblock des Kriegsgottes geschnallt werden, denn diesen Göttern diene er nicht.  Fürst Cacamatzin ruft zum vereinten Widerstand gegen die fremden Teufel auf, denn ein Chichimeke ergibt sich nicht.
Die Spanier erscheinen. Fürst Cacamatzin spricht von Anfang an Klartext: Friedensbruch werde mit Blut geahndet. Cortez beschwichtigt.
5
Im Quartier der Spanier zu Tenochtitlan: Pedro de Alvarado gibt Cortez zu bedenken, die spanische Schar bewohne einen Käfig, in dem sie ausgehungert werden könnte. Montezuma kommt zu Besuch. Cortez, in dem Bewusstsein, er sei der weiße Heiland, den Montezuma erwarte, gibt sich dem heidnischen Herrscher freundlich. Montezuma fasst Cortez vertraulich unter; muss feststellen, der weiße „Sonnensohn“ ist aus Fleisch und Blut. Er will das Geheimnis des Cortez erfahren. Darauf letzterer: „Mein Joch ist sanft ...“.
6
Tempel des Kriegsgottes Huitlipochtli: Auch der Oberpriester, im Einvernehmen mit den Fürsten Qualpopoca und Cacamatzin, bezweifelt die Ankunft echter, wahrer Sonnenkinder. Die Söhne der Ahnen aus dem Land Atzlan wollen diese weißen „Erlöser“ nicht anerkennen, die ihre Feinde verbrennen und mit „krummen Sicheln“ metzeln. Pedro de Alvarado betritt mit seinen Leuten den Tempel und verhöhnt die Kriegsgottheit. Fürst Qualpopoca nicht faul, gibt die Beleidigung zurück. Die Spanier sinken allerdings vor der mexikanischen Schmerzensmutter Cihua-coatl wegen deren Marienähnlichkeit in die Knie.
7
Im Palast des Montezuma zu Tenochtitlan: Montezuma spendet Gold mit vollen Händen. Cortez lässt die Kostbarkeiten einschmelzen. Das Volk, Nachfahren der Totonaken, will seinem Herrscher mit mehr folgen. Fürst Qualpopoca hat die Flucht ergriffen und  Fürst Cacamatzin hat sich in der Hauptstadt seines Fürstentums verschanzt. Montezuma schenkt Cortez eine von seinen drei jungfräulichen Töchtern. Cortez entschleiert die Schamrote und will sie zur „freien Christin“ machen. Cortez fordert von Montezuma eine Probe seiner Treue. Fürst Qualpopoca soll sterben, weil er drei Tempelmorde spanischer Soldaten auf dem Gewissen haben soll. Montezuma erhält eine Frist von zehn Tagen. Als er für Cortez’ Geschmack zu viel Eigensinn betreffs Ausführung des Todesurteils zeigt, werden dem Herrscher auf einen Wink Gonzalo de Sandovals hin eiserne Fußfesseln angelegt. Fürst Guatemotzin, der Sohn des Gefesselten, ist außer sich, nennt die Spanier „räudige Bestien“. Der Fürst berichtet dem Vater, Fürst Qualpopoca stirbt gerade eben auf dem Scheiterhaufen. Montezuma bittet den Sohn zu bleiben. Guatemotzin bleibt.
8
Im Quartier der Spanier: Cortez muss den in Veracruz gelandeten Don Narvaez zur Räson bringen und übergibt Pedro de Alvarado das Kommando. Velasquez de Leon empfiehlt dem neuen Kommandeur strengere Bewachung Montezumas. Unter dem Kommando von Velasquez de Leon werden Kaziken gemetzelt.
Vergeblich versucht Pater Gomara den nun wieder ungefesselten heidnischen Herrscher zu bekehren.
9
Im Quartier der Spanier: Pedro de Alvarado hat bei einem Tempelfest die Gläubigen ermorden lassen. Nun werden die Spanier im Gegenzug heftig angegriffen. Christoval de Guzman meldet, die Brigantinen der Spanier brennen. Sogar Las Casas nennt seine Freunde, die Azteken, Hunde, denn die Lebensmittelvorräte sind wie weggezaubert. Montezuma lässt sich vom Kaplan Gomara nach wie vor nicht bekehren. Der Herrscher fühlt sich nun als Opfertier seiner Götter. Montezuma erkennt endlich, der verheißene Heiland hat sich als weißer Satan erwiesen. Cortez kehrt mit dreihundert Soldaten und neuen Brigantinen zurück. Er hat Don Narvaez in die Schranken gewiesen.
10
Quartier der Spanier: Velasquez de Leon schickt den gefesselten Fürsten Guatemotzin vor. Dieser soll seinen Vater überreden. Der Herrscher könnte sein angriffslustiges Volk vielleicht besänftigen. Im Gespräch mit dem Vater nennt der Sohn die Spanier „diese Wilden“ und verherrlicht den Feuertod des großen und freien Fürsten Qualpopoca. Montezuma geht in sich: Unverzeihlich – er sei ein blinder Anführer gewesen. Und immer wieder bewegt ihn die Frage: Wer sind sie, diese weißen Glanzgeborenen?
Feiglinge sind Vater und Sohn nicht. Beide wollen sterben. Montezuma bestimmt Cuitlahuac als seinen Nachfolger. Er weist Cortez zurück: „Gegen deinen Anblick ist die Folterbank mir eine Wohltat.“ Spanische Soldaten prügeln Montezuma vor sein Volk.
11
Auf der Schanze: Montezuma wird von seinem Volk mit Bögen und Schleudern beschossen. Schwer getroffen fällt der Herrscher. Der Wundarzt kann dem Sterbenden nicht helfen.
Die neuen Brigantinen werden wiederum abgebrannt. Cortez muss sich zurückziehen und die reiche Beute schweren Herzens zurücklassen.

## Weitere Premieren
- 30. September 2012, Theater Vorpommern in Greifswald. Regie: Jan Steinbach[7]

## Rezeption
- 1920, Rilke habe sich in Berlin an den Proben zur Uraufführung beteiligt.[8]
- 1920, Alfred Kerr: „Sein Wilder [Montezuma] ist Christ, seine Christen sind Wilde.“[9]
- 1952, Mayer schreibt, „Montezuma, Kaiser von Mexiko, verkörpert das unvergleichlich höhere sittliche Prinzip.“[10]
- 1993, Seyppel empfindet die Form „oft peinlich dilettantisch“[11].
- 1995, Leppmann schreibt, „das Entsetzen, das die Ereignisse von 1914–1918 im idealistischen deutschen Bürgertum auslösten, zittert nach in … Der weiße Heiland.“[12]
- 1998, Marx schreibt, Gerhart Hauptmann habe eine Gemeinsamkeit der christlichen und toltekischen Religion betonen wollen – die Hoffnung auf Erlösung.[13] Wichtigste Quelle sei die Bearbeitung Ernst Schultzes (Hamburg 1907) von „Die Eroberung von Mexiko. Drei eigenhändige Berichte von Ferdinand Cortez an Kaiser Karl V.“[14] gewesen. Die gewählte Form, der Monotonie erzeugende trochäische Vierheber, sei dem Bühnenerfolg des Stücks abträglich gewesen.[15]
- 2012, Sprengel bedauert: „Als geschichtlich-politisches Drama konnte das im Wesentlichen vor 1914 entworfene Stück einer Generation, die den Weltkrieg und seine Folgen durchgemacht hatte, kaum etwas sagen.“[16]
- 2017, Kiesel[17] fragt nach dem Grund des Befremdens, auf den das Thema des Stücks – wie auch Indipohdi (1922) – seinerzeit beim Publikum gestoßen sei und vermutet, beide Werke könnten als Auseinandersetzung mit den Gräueln des Ersten Weltkrieges genommen werden.

### Buchausgaben
Erstausgabe:
- Der weiße Heiland. Dramatische Phantasie. S. Fischer, Berlin 1920[18]

Verwendete Ausgabe:
- Der weiße Heiland. Dramatische Phantasie. S. 7–179 in Gerhart Hauptmann: Ausgewählte Dramen in vier Bänden. Bd. 4. 543 Seiten. Aufbau-Verlag, Berlin 1952

### Sekundärliteratur
- Gerhart Hauptmann: Ausgewählte Dramen in vier Bänden. Bd. 1. Mit einer Einführung in das dramatische Werk Gerhart Hauptmanns von Hans Mayer. 692 Seiten. Aufbau-Verlag, Berlin 1952
- Joachim Seyppel: Gerhart Hauptmann (Köpfe des 20. Jahrhunderts; 121). Überarbeitete Neuauflage. Morgenbuch-Verlag, Berlin 1993, ISBN 3-371-00378-7
- Wolfgang Leppmann: Gerhart Hauptmann. Eine Biographie. Ullstein, Berlin 1996 (Ullstein-Buch 35608), 415 Seiten, ISBN 3-548-35608-7 (identischer Text mit ISBN 3-549-05469-6, Propyläen, Berlin 1995, untertitelt mit Die Biographie)
- Friedhelm Marx: Gerhart Hauptmann. Reclam, Stuttgart 1998 (RUB 17608, Reihe Literaturstudium). 403 Seiten, ISBN 3-15-017608-5
- Peter Sprengel: Gerhart Hauptmann. Bürgerlichkeit und großer Traum. Eine Biographie. 848 Seiten. C.H. Beck, München 2012 (1. Aufl.), ISBN 978-3-406-64045-2
- Helmuth Kiesel: Geschichte der deutschsprachigen Literatur 1918 bis 1933. C.H. Beck, München 2017, ISBN 978-3-406-70799-5